# Игенче (Тукаевский район)
 Игенче  — деревня в Тукаевском районе Татарстана. Входит в состав Калмашского сельского поселения.

## География
Находится в северо-восточной части Татарстана на расстоянии приблизительно 10 км на северо-восток от районного центра города Набережные Челны.

## История
Основана в 1920-х годах.

## Население
Постоянных жителей было: в 1926—108, в 1938—273, в 1949—217, в 1958—162, в 1970—213, в 1979—161, в 1989 — 84, 87 в 2002 году (татары 89 %), 73 в 2010.